# Glen Williams
Glen Williams Jr. (St. Croix, 25 aprile 1954 – New York, 9 maggio 2017) è stato un cestista e allenatore di pallacanestro americo-verginiano, professionista negli Stati Uniti e in Italia.

## Carriera
Venne selezionato dai Milwaukee Bucks al secondo giro del Draft NBA 1977 (27ª scelta assoluta).
Da allenatore guidò le Isole Vergini Americane ai Giochi panamericani di San Juan 1979.